# Cantonul Sornac
Cantonul Sornac este un canton din arondismentul Ussel, departamentul Corrèze, regiunea Limousin, Franța.

## Comune
- Bellechassagne
- Chavanac
- Millevaches
- Peyrelevade
- Saint-Germain-Lavolps
- Saint-Rémy
- Saint-Setiers
- Sornac (reședință)